# Јарослав Врхлицки
Јарослав Врхлицки, право име Емил Јакуб Фрида (17. фебруара 1853, Лоуни – 9. септембра 1912, Домажлице) је био чешки писац, песник, драматург и преводилац. Његово монументално дело садржи све жанрове књижевне творбе и једно је од најбогатијих и најсвестранијих у чешкој књижевности.

## Живот

### Детињство и школа
Родио се у кући број 103 у Лоунима као син Јакуба Фриде и Марије (девојачко презиме Коларова). Око годину дана касније су се његови родитељи преселили у Слани, а Емил је до своје десете године живео код ујака, жупника Антонина Колара у Овчарима код Колина. Тамо је првих пар година похађао основну школу (од 1857. до 1862), након чега је школовање наставио у Колину од 1861. до 1862.
Гимназију у Сланом похађао је од 1862. године. Тамо се упознао са Вацлавом Бенешом Требиским, након чега се школовао у Прагу, а 1872. је матурирао у Клатовима. Песме је почео да пише још за време студија. Псеудоним Јарослав Врхлицки је почео да користи на препоруку свог друга Јосефа Томајера. Као студенти су на пролеће посетили долину реке Врхлице код Кутне Хоре која је била цвату и Врхлицки је био одушевљен тим прелепим пролећним пределом. Исти псеудоним је пре њега користио и песник Јосеф Јелинек Врхлицки, пореклом из Кутне Хоре (1842 – 1869). У долини реке Врхлице је 1919. песник из Кутне Хоре Јосеф Хвојан уклесао у пешчану стену рељеф који је био дугачак преко 12 метара квадратних.
По узору на свога ујака се и Врхлицки после матуре уписао на прашки архиепископски семинаријум, али је 1873. прешао на Филозофски факултет Карло-Фердинандовог универзитета у Прагу, где је студирао историју, филозофију и романску филологију. За време студија је учио француског историчара Ернеста Денија чешки језик, који га је као први упознао са француском културом. Прилику за прва књижевна дела пружила му је Софија Подлипска, као уредник, у коју се (током кореспонденције) Врхлицки заљубио. Подлипска је била двадесет година старија и зато му је понудила да уђе у везу и да се ожени са њеном тада петнаестогодишњом ћерком Лудмилом. Његова прва збирка љубавних песама Z hlubin (Из дубина) је објављена још пре његовог одласка у Италију.

### Почеци књижевног рада
Врхлицки се у Прагу дружио са личностима као што су Зикмунд Винтер, Јосеф Вацлав Сладек и Алојз Јирасек. Заједно су основали књижевну групу звану Лумировци (Јирасек је касније прешао у групу Руховци).
Врхлицки је као први писац волео да користи слово пабит (pábit) кад је ишао да пуши. Ово слово је после користио Бохумил Храбал у својим делима (на пример дело названо Pábitelé).
Од 1875. године је радио као секретар и васпитач сина грофовске породице Монтекуколи-Ладерћи прво у Мерану изнад Панара код Модене, касније у Ливорну. После повратка је кратко радио у Учитељском институту у Прагу у Панској улици, али предавање га није испуњавало. На препоруку грофа Монтекокулига код Леоподла Лава Туна-Хохенштајна је 1877. именован за секретара Прашке чешке технике, након чега је радио као секретар Чешке академије наука и уметности. То је допринело његовој егзистенцијалној сигурности и могућности да се у слободном времену посвети књижевном раду. Осамдесетих година је доживео врхунац своје књижевне активности и био у то време најзначајнији чешки песник. Његова дела су била превођена и на стране језике, углавном на немачки и пољски.

### Успешанаутор и политичар
Аустријски цар Франц Јозеф је њему и Антоњину Дворжаку 1901. године доделио титулу лорда и именовао га за члана Дома лордова царског савета у Бечу. Врхлицки је у њему учествовао и бранио захтев за опште бирачко право. Био је то веома активан човек: члан Краљевске академије у Падову, члан Пољског већа Tovaryšstvo polské у Паризу, почасни грађанин многих чешких градова. 1893. је био именован за професора европске књижевности на Карловом универзитету и добио је почасни докторат. Био је и члан Чешке академије наука и уметности (именовао га је цар 20. априла 1890). Тада (1903–1904) се упознао са Миланом Растиславом Штефаником.
Врхлицки је био први чешки аутор номинован за Нобелову награду за књижевност 1904. и 1911. Међутим, награду никад није добио.

## Дело
Његово дело садржи укупно 270 стихова (преко 80 збирки песама и 50 позоришних представа). Његове збирке песама и позоришне представе су врхунски примери формалне савршености, али су у исто време и прилично читљиве. Врхлицки је хтео да докаже да се чешким језиком све може изразити. Хтео је да направи такву поезију која би се могла поредити са поезијом европском чиме би се чешка књижевност довела на нови и виши степен.
За живота и након смрти Врхлицки није био једнозначно прихваћен. Његова усмереност ка мотивима из туђих земаља и култура је крајем седамдесетих година била разлог за критике у којима се Врхлицки криви због космополитског занемаривања чешких тема и потреба народног живота. Елишка Краснохорска је признавала његов песнички таленат, али имала је примедбе на романтичан начин обраде туђих мотива који по њеном мишљењу није био потребан у борби за национално ослобођење.
Почетком деведесетих година је био признаван као највећи чешки песник и одаване су му службене почасти, али је дошао и у сукоб са генерацијом младих песника и критичара који су му замерали да је престао да буде оригиналан, а почео да буде плитак и фрагментаран. Сматрали су га за симбол 20. века у чешкој књижевности, што је тешко подносио. Против његових дела био је и три године старији Томаш Гариг Масарик који је Врхлицког уважавао само као доброг преводиоца и Ф. Кс. Шалда.
Тек тада су необично заживела дела из његовог последњег животног периода која су му донела и признање књижевне генерације С. К. Нојмана и К. Томана. Следеће генерације песника као на пример Виктор Дик, Лев Блатни и Јарослав Сајферт су већ схватиле квалитет његових песама. Данас се Врхлицки сматра за најзначајнијег чешког песника.

## Приватни живот
Прва студентска љубав Јарослава Врхлицког се десила 1870. Заљубио се у ћерку своје газдарице у Клатовима девојку по имену К. Мартинкова. Писао јој је песме и слао писма. Мотиви из ове везе се могу наћи у збирци песама Z hlubin (Из дубина). После одласка у Праг ради студија на Филозофском факултету 1873. је та веза прекинута. 1874. се преко лета заљубио у своју даљу рођаку Марију Потјешилову. Ова платонска љубав је била главна инспирација за писање збирке Sny o štěstí (Снови о срећи).
У Мерану, где је радио као васпитач, осећао се усамљено, веома му је недостајала кућа иако је стално писао и преводио са романских језика. Тада се виђао са гувернантом Шарлотом П. (њено цело име се не зна), веза је била само еротска. Утеха му је била кореспонденција са Софијом Подлипском.
Највећу улогу у његовом животу је имала Софија Подлипска, књижевница и сестра Каролине Свјетле. Он се најпре упознао са њеним књигама након чега су се на кратко срели у парку велтруског замка у јулу 1873. Званично су се упознали годину дана касније у Уметничкој беседи. У свом депресивном стању у Мерану сумњајући у свој таленат, написао јој је и своје прво писмо у августу 1875. Временом је њихов однос постао дубљи и Врхлицки се, иако је била двадесет година старија, заљубљује у Софију Подлипску. Знајући да је таква разлика у годинама велика препрека и оставши удовица четири године раније, Подлипска (иако је била у њега заљубљена) усмерава његову пажњу на своју ћерку Лудмилу. Уз њену помоћ, започела је веза која је 4. августа 1879. крунисана браком. Тако је волео и мајку али у млађем и веома очаравајућем издању. Међутим, Лудмила никада досегла интелектуалне висине своје мајке, те се Врхлицки више уклапао са мајком него са ћерком.
И тако је Лудмила за њега била идеал жене. Њихов брак био је срећан, имали су троје деце (ћерке Миладу и Еву и сина Јарослава). Писао је песме, романе и позоришне представе, преводио и био је успешан и уважаван писац. Почетком 90. година њихов брак доживео је кризу. Лудмила се тада заљубила у прашког глумца Јакуба Сајферта са којим је имала вишегодишњу аферу (око осам) за коју се знало у вишим круговима прашког друштва. Сајферт је био отац двоје (од троје) деце. Врхлицки за то дуго није знао, док му истину није рекла сестра Ема. Веома се потресао и доживео слом. Ема је касније написала: Брат је тада страшно патио, то се не мора доказивати. Преда мном и пред пријатељима се суздржавао, али кад је о томе причао са мајком, плакао је. Брат жену није ни убио, ни истерао – наоко је све остало при старом, али никад јој није опростио.
Обоје деце је прихватио као своју и са ћерком Евом је имао веома добар однос, о којем је она написала књигу пуну идиличних успомена звану Dětství s Vrchlickým (Детињство са Врхлицким).
Сачувала су се два писма у којима је Лудмила Врхлицком написала да није отац њехова два детета, ћерке Еве и сина Јарослава. Оба писма је после његове смрти сачувао његов пријатељ, лекар Јозеф Томајер и 1910. године их је предао у ковертама Народном музеју уз услов да смеју бити отворена тек 1970. године. Данас се налазе у Споменику народних докумената.
У том периоду млада генерација полако је почела да критикује дело Врхлицког. Подршку у овим тешким временима пружила му је Карла Бездјичкова, пријатељица његове сестре Еме. Врхлицки је се сетио и у свом тестаменту 1899. Овај однос му је био инспирација за песничку збирку Kvítí Perdity (Цвеће Пердите), која је изашла тек 1930. Почетком деведесетих година је почео да се више дружи са брачним паром Волфови из Јичина а Марија Волфова постала му је веома блиска. Последња жена у његовом животу (1904–1908) је била седамнаест година млађа Јустина Вондроушова.
Од 1908. године је Врхлицки често обољевао. Патио је од великих главобоља и у августу је доживео мождани удар након којег је видео дупло па није могао више да чита. Лечио се у санаторијумима у Ступчицама у јужном делу Чешке, у историјској Опатији и у Домажлицама. 1912. је имао други мождани удар после којег му је десна страна тела остала парализована. Врхлицки је умро са педесет девет година 9. септембра 1912. године. У лекарском извештају се као узрок смрти наводи цереброваскуларна склероза. Сахрањен је на вишеградском гробљу Славин.